# Teinobasis hamalaineni
Teinobasis hamalaineni – gatunek ważki z rodziny łątkowatych (Coenagrionidae). Występuje endemicznie na Filipinach.